# تصمیم‌گیری خودکار
تصمیم‌گیری خودکار (ADM) شامل استفاده از داده‌ها، ماشین‌ها و الگوریتم‌ها برای تصمیم‌گیری در زمینه‌های مختلفی، از جمله مدیریت عمومی، تجارت، بهداشت، آموزش، قانون، اشتغال، حمل‌ونقل، رسانه و سرگرمی همراه با مقادیر متفاوت از مداخله انسانی است. نظارت یا مداخله ADM شامل داده‌های منبع با مقیاس بزرگی است؛ که از پایگاه‌های داده، متن، رسانه‌های اجتماعی، حسگرها، تصاویر یا گفتار به دست می‌آیند. همچنین، با استفاده از طیف وسیعی از فناوری‌ها، از جمله نرم‌افزار رایانه‌ای، الگوریتم‌ها، یادگیری ماشینی، پردازش زبان طبیعی، هوش مصنوعی، هوش افزوده و روباتیک پردازش می‌شوند. استفاده روزافزون از سیستم‌های تصمیم‌گیری خودکار (ADMS) در طیف وسیعی از زمینه‌ها، مزایا و چالش‌های زیادی را برای جامعه انسانی ایجاد می‌کند که نیازمند در نظر گرفتن پیامدهای فنی، قانونی، اخلاقی، اجتماعی، آموزشی و اقتصادی است.

## بررسی
در حالی که برخی از تعاریف، تصمیم‌گیری خودکار را شامل تصمیماتی بیان می‌کنند که از طریق ابزارهای صرفاً تکنولوژیکی گرفته می‌شود؛ اما در واقعیت، ADM می‌تواند اشکال مختلفی داشته باشد. از جمله سیستم‌های پشتیبانی تصمیم که توصیه‌هایی را برای تصمیم گیرندگان انسانی ارائه می‌دهد؛ که به عنوان هوش افزوده شناخته می‌شود یا «تصمیم‌گیری مشترک»، به فرآیندهای تصمیم‌گیری کاملاً خودکار گفته می‌شود که از طرف مؤسسات یا سازمان‌ها بدون دخالت انسانی گرفته می‌شود. مدل‌های مورد استفاده در سیستم‌های تصمیم‌گیری خودکار می‌توانند مانند چک‌لیست‌ها و درخت‌های تصمیم تا هوش مصنوعی و شبکه‌های عصبی عمیق (DNN) ساده باشند.
از دهه ۱۹۵۰، رایانه‌ها از سیستم‌هایی با توانایی انجام پردازش‌های ابتدایی قادر به انجام وظایف پیچیده، مبهم و تخصصی، مانند تشخیص تصویر و گفتار، بازی، تجزیه و تحلیل علمی و پزشکی و استنتاج از منابع داده‌های متعدد شده‌اند. ADM اکنون به‌طور افزایشی در تمام بخش‌های جامعه و همچنین، بسیاری از حوزه‌های گوناگون از سرگرمی تا حمل‌ونقل به کار گرفته می‌شود.

## داده‌ها و فناوری‌ها
تصمیم‌گیری خودکار از طیف وسیعی از پایگاه داده و فناوری‌ها برای تصمیم‌گیری استفاده می‌کند. همچنین، رفتار سیستم‌های پیچیده را در زمینه‌های مختلف، از جمله خودروهای خودران، روباتیک، سیستم‌های امنیتی، مدیریت عمومی، بهداشت، قانون و تجارت هدایت می‌کند.

### کیفیت داده
کیفیت داده‌های در دسترس و قابل استفاده در سیستم‌های ADM بر نتایج حاصل ز آن بسیار تأثیرگذار است. مجموعه داده‌ها اغلب بسیار متغیر هستند. آن‌ها توسط شرکت‌ها یا دولت‌ها کنترل می‌شوند. ممکن است به دلایل حفظ حریم خصوصی یا دلایل امنیتی محدود، ناقص یا مغرضانه اندازه‌گیری شوند.
به جهت آموزش ماشین‌ها اغلب به پایگاه‌داده‌های حجیم نیاز است که جمع‌آوری آن‌ها بسیار دشوار می‌باشد. با این حال، در صورت وجود، سبب پیشرفت‌های قابل‌توجهی به‌عنوان مثال در تشخیص اشعه ایکس قفسه سینه می‌گردند.

## یادگیری ماشین
یادگیری ماشین (ML) شامل آموزش برنامه‌های کامپیوتری از طریق استفاده از مجموعه داده‌ها بزرگ و مثال‌ها برای یادگیری از تجربه و حل مشکلات است. از یادگیری ماشین می‌توان به جهت تجزیه و تحلیل داده‌ها و همچنین انجام محاسبات الگوریتمی استفاده نمود؛ همچنین برای تشخیص تصویر و گفتار، ترجمه‌ها، متن، داده‌ها و شبیه‌سازی‌ها استفاده شده‌است. در حالی که یادگیری ماشین مدتی است که وجود داشته‌است، به دلیل پیشرفت‌های اخیر در آموزش شبکه‌های عصبی عمیق (DNN) و افزایش چشمگیر ظرفیت ذخیره‌سازی داده و قدرت محاسباتی با پردازنده‌های GPU و رایانش ابری، قدرتمندتر می‌شود.

## کاربردها
ADM برای جایگزینی یا تقویت مدیریت تصمیم‌گیری توسط سازمان‌های دولتی و خصوصی به دلایل مختلفی، تلاش در جهت افزایش سازگاری، بهبود کارایی و ایجاد راه‌حل‌های جدید برای مشکلات پیچیده استفاده می‌شود.
در نظام‌های حقوقی در سراسر جهان، ابزارهای الگوریتمی برای تکمیل یا جایگزینی قضاوت انسانی قضات، کارمندان دولت و افسران پلیس در بسیاری از زمینه‌ها استفاده می‌شود. در ایالات متحده، از RAها برای ایجاد امتیاز جهت پیش‌بینی خطر تکرار جرم در مراحل دستگیری پیش از محاکمه و صدور احکام، ارزیابی آزادی مشروط برای زندانیان و پیش‌بینی «نقاط حساس» برای جنایات آینده استفاده می‌شود. این امتیازات ممکن است منجر به اثرات خودکار شود یا ممکن است برای اطلاع‌رسانی تصمیمات اتخاذ شده توسط مقامات در سیستم قضایی استفاده شود. در کانادا ADM از سال ۲۰۱۴ برای خودکارسازی برخی فعالیت‌های انجام شده توسط مقامات مهاجرت و پشتیبانی از ارزیابی برخی درخواست‌های مهاجر و بازدیدکننده استفاده می‌شود.
پلتفرم‌های اطلاعات دیجیتال و سرگرمی به طور فزاینده‌ای توصیه‌های خودکار ( سیستم‌های توصیه‌گر ) را بر اساس اطلاعات جمعیتی، انتخاب‌های قبلی، فیلتر مشارکتی یا فیلتر مبتنی بر محتوا به کاربران ارائه می‌دهند؛ که شامل پلتفرم های موسیقی و ویدئو، انتشارات دانشگاهی، توصیه‌های بهداشتی، پایگاه داده محصولات و موتورهای جستجو می شود. بسیاری از سیستم‌های توصیه‌گر اختیار را برای کاربران در پذیرش توصیه‌ها فراهم می‌کنند و حلقه‌های بازخورد الگوریتمی مبتنی بر داده‌ها را بر اساس اقدامات کاربر سیستم ترکیب می‌کنند. 
وسایل‌نقلیه خودران مانند اتومبیل‌های خودران و سایر ابزارات حمل و نقل، حوزه دیگری است که در آن سیستم‌های تصمیم‌گیری خودکار برای جایگزینی جنبه‌های مختلف کنترل انسانی، از سطح 0 (رانندگی کامل انسان) تا سطح 5 (کاملاً خودمختار) استفاده می‌شود.  در سطح 5، ماشین قادر به تصمیم‌گیری برای کنترل وسیله‌‌‌نقلیه بر اساس مدل‌های داده و نقشه برداری جغرافیایی و حسگرهای بلادرنگ و پردازش محیط است. خودروهایی با سطوح 1 تا 3 در حال حاضر در بازار موجود هستند. اتومبیل‌های خودران مسائل زیادی را در زمینه مسئولیت و تصمیم گیری اخلاقی در هنگام تصادفات و همچنین مسائل مربوط به حریم خصوصی ایجاد می کنند. دولت آلمان در سال 2016 یک «کمیسیون اخلاقی در رانندگی خودکار و متصل» ایجاد کرد؛ که گزارشی با 20 قانون اخلاقی برای انطباق با رانندگی خودکار و متصل ارائه کرد.
جمع‌آوری خودکار داده‌های دیجیتالی از طریق حسگرها، دوربین‌ها، تراکنش‌های آنلاین و رسانه‌های اجتماعی به طور قابل‌توجهی دامنه، مقیاس و اهداف اقدامات و نهادهای نظارتی در بخش‌های دولتی و تجاری را گسترش داده است.  سطح نظارتی که اکنون در نتیجه جمع‌آوری خودکار داده‌ها ممکن است، به عنوان سرمایه‌داری نظارتی یا اقتصاد نظارتی توصیف شده است؛ تا نشان دهد چگونه رسانه‌های دیجیتال شامل ردیابی و انباشت داده‌ها در مقیاس بزرگ در هر تعامل است.